# Норт-Біч-Гейвен (Нью-Джерсі)
Норт-Біч-Гейвен (англ. North Beach Haven) — переписна місцевість (CDP) в США, в окрузі Оушен штату Нью-Джерсі. Населення — 2198 осіб (2020).

## Географія
Норт-Біч-Гейвен розташований за координатами 39°36′1″ пн. ш. 74°12′42″ зх. д. / 39.60028° пн. ш. 74.21167° зх. д. (39.600412, -74.211614).  За даними Бюро перепису населення США в 2010 році переписна місцевість мала площу 4,74 км², з яких 4,70 км² — суходіл та 0,04 км² — водойми.

### Клімат
| Клімат : Норт-Біч-Гейвен | Клімат : Норт-Біч-Гейвен | Клімат : Норт-Біч-Гейвен | Клімат : Норт-Біч-Гейвен | Клімат : Норт-Біч-Гейвен | Клімат : Норт-Біч-Гейвен | Клімат : Норт-Біч-Гейвен | Клімат : Норт-Біч-Гейвен | Клімат : Норт-Біч-Гейвен | Клімат : Норт-Біч-Гейвен | Клімат : Норт-Біч-Гейвен | Клімат : Норт-Біч-Гейвен | Клімат : Норт-Біч-Гейвен | Клімат : Норт-Біч-Гейвен |
| Показник                 | Січ.                     | Лют.                     | Бер.                     | Квіт.                    | Трав.                    | Черв.                    | Лип.                     | Серп.                    | Вер.                     | Жовт.                    | Лист.                    | Груд.                    | Рік                      |
| Середній максимум, °C    | 4,6                      | 5,8                      | 9,5                      | 14,3                     | 20,1                     | 25,2                     | 28,2                     | 27,4                     | 24,2                     | 18,3                     | 12,8                     | 7,3                      | 16,5                     |
| Середня температура, °C  | 0,7                      | 1,8                      | 5,3                      | 10,3                     | 15,8                     | 21,0                     | 24,1                     | 23,5                     | 20,0                     | 13,8                     | 8,7                      | 3,3                      | 12,4                     |
| Середній мінімум, °C     | −3,2                     | −2,2                     | 1,2                      | 6,2                      | 11,4                     | 16,8                     | 20,1                     | 19,6                     | 15,8                     | 9,3                      | 4,5                      | −0,7                     | 8,3                      |
| Норма опадів, мм         | 83                       | 77                       | 102                      | 88                       | 73                       | 71                       | 98                       | 105                      | 74                       | 88                       | 75                       | 86                       | 1019                     |
| Вологість повітря, %     | 67.2                     | 65.0                     | 63.7                     | 64.6                     | 67.5                     | 71.6                     | 71.1                     | 72.8                     | 71.6                     | 70.2                     | 68.6                     | 67.8                     | 68.5                     |
| ------------------------ | ------------------------ | ------------------------ | ------------------------ | ------------------------ | ------------------------ | ------------------------ | ------------------------ | ------------------------ | ------------------------ | ------------------------ | ------------------------ | ------------------------ | ------------------------ |
| Джерело: PRISM           |                          |                          |                          |                          |                          |                          |                          |                          |                          |                          |                          |                          |                          |

## Демографія
Згідно з переписом 2010 року, у переписній місцевості мешкало 2235 осіб у 1115 домогосподарствах у складі 673 родин. Густота населення становила 472 особи/км².  Було 6214 помешкання (1311/км²).
Расовий склад населення:
| - 96,5 % — білих - 0,5 % — азіатів - 0,2 % — чорних або афроамериканців - 2,1 % — осіб інших рас |

До двох чи більше рас належало 0,7 %. Частка іспаномовних становила 5,4 % від усіх жителів.
За віковим діапазоном населення розподілялося таким чином: 10,3 % — особи молодші 18 років, 52,0 % — особи у віці 18—64 років, 37,7 % — особи у віці 65 років та старші. Медіана віку мешканця становила 59,7 року. На 100 осіб жіночої статі у переписній місцевості припадало 96,6 чоловіків;  на 100 жінок у віці від 18 років та старших — 97,7 чоловіків також старших 18 років.
Середній дохід на одне домашнє господарство  становив 110 518 доларів США (медіана — 78 261), а середній дохід на одну сім'ю — 142 935 доларів (медіана — 100 962). Медіана доходів становила 59 483 долари для чоловіків та 53 056 доларів для жінок. За межею бідності перебувало 10,5 % осіб, у тому числі 10,5 % дітей у віці до 18 років та 11,8 % осіб у віці 65 років та старших.
Цивільне працевлаштоване населення становило 784 особи. Основні галузі зайнятості: освіта, охорона здоров'я та соціальна допомога — 22,2 %, науковці, спеціалісти, менеджери — 16,2 %, мистецтво, розваги та відпочинок — 13,1 %, фінанси, страхування та нерухомість — 11,6 %.